# Volksdorf
Volksdorf (en baix alemany Volksdörp) és un nucli del bezirk de Wandsbek a la ciutat estat d‘Hamburg a Alemanya. A la fi de 2010 tenia 19.501 habitants a una superfície d'11,6 km². Es troba al nord-est de la ciutat a la frontera amb Slesvig-Holstein.

## Història

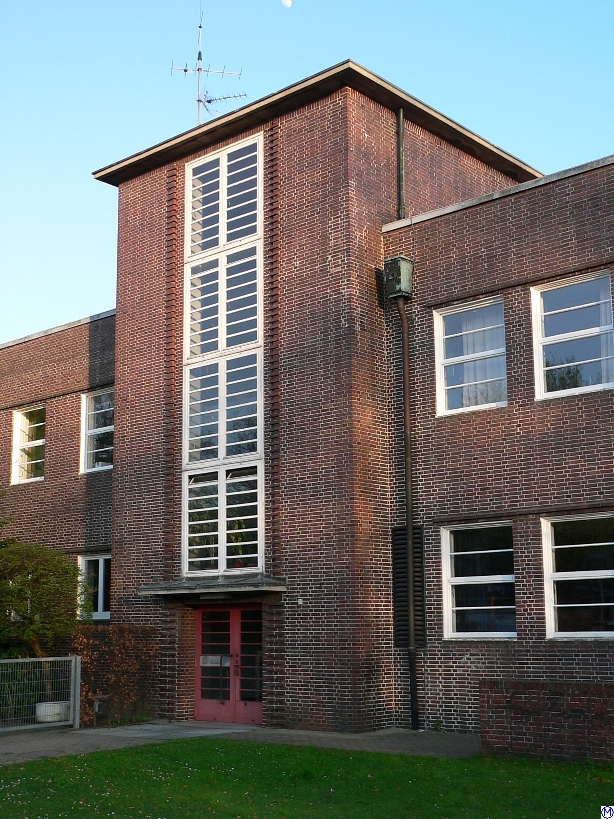
L'institut Walddörfergymnasium, descrit a la novel·la de Tine Uebel,
de l'arquitecte Fritz Schumacher

Van trobar-se traces d'ocupació humana des de l'edat de pedra tot i que el primer esment escrit data del 1296, quan pertanyia al Gau Stormarn un territori d'Holstein que circumdava la ciutat d'Hamburg. El 1437 el senyor va empenyorar el poble a la ciutat hanseàtica, amb una sèrie de pobles rurals, els walddörfer (pobles del bosc), que aleshores formaven un exclavat d'Hamburg. Al segle xix el poble del qual l'agricultura i l'explotació de la torba i tenia uns 400 habitants. La construcció d'un ferrocarril cap a Altrahlstedt (1904) i Barmbek (1920) va desenclavar el territori i iniciar la seva urbanització. Les negociacions amb Prússia per a obtenir el permís de travessar el seu territori va alentir l'obra. El 1937, el règim nazi, va reorganitzar les fronteres administratives i a crear un territori urbà contigu. Les forces aliades i la república alemanya van mantenir aquesta subdivisió administrativa.
Avui, el poble va esdevenir un dormitori benestant de la ciutat d'Hamburg, amb moltes cases i vil·les unifamiliars. L'atmosfera va inspirar l'escriptora Tina Uebel, nativa de Volksdorf per a la seva novel·la Last Exit Volksdorf al qual descriu una atmosfera plomosa, l'esperit petit burgès i la decadència de gent bo bona que avalua més el parèixer que l'ésser una tesi objectada per una part dels joves del poble.

## Geografia

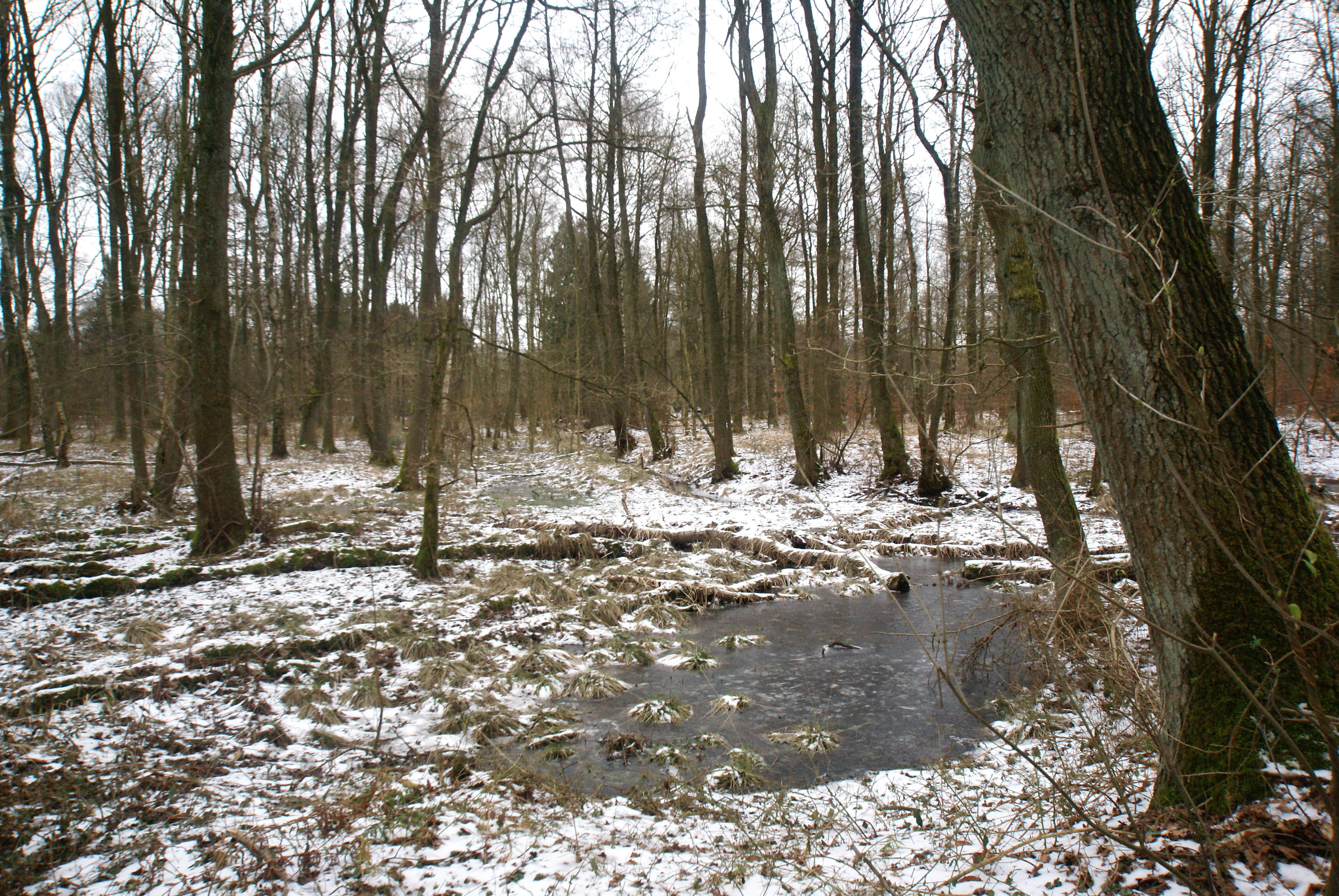
El Deepenreiengraben a l'aiguamoll de les Duvenwischen
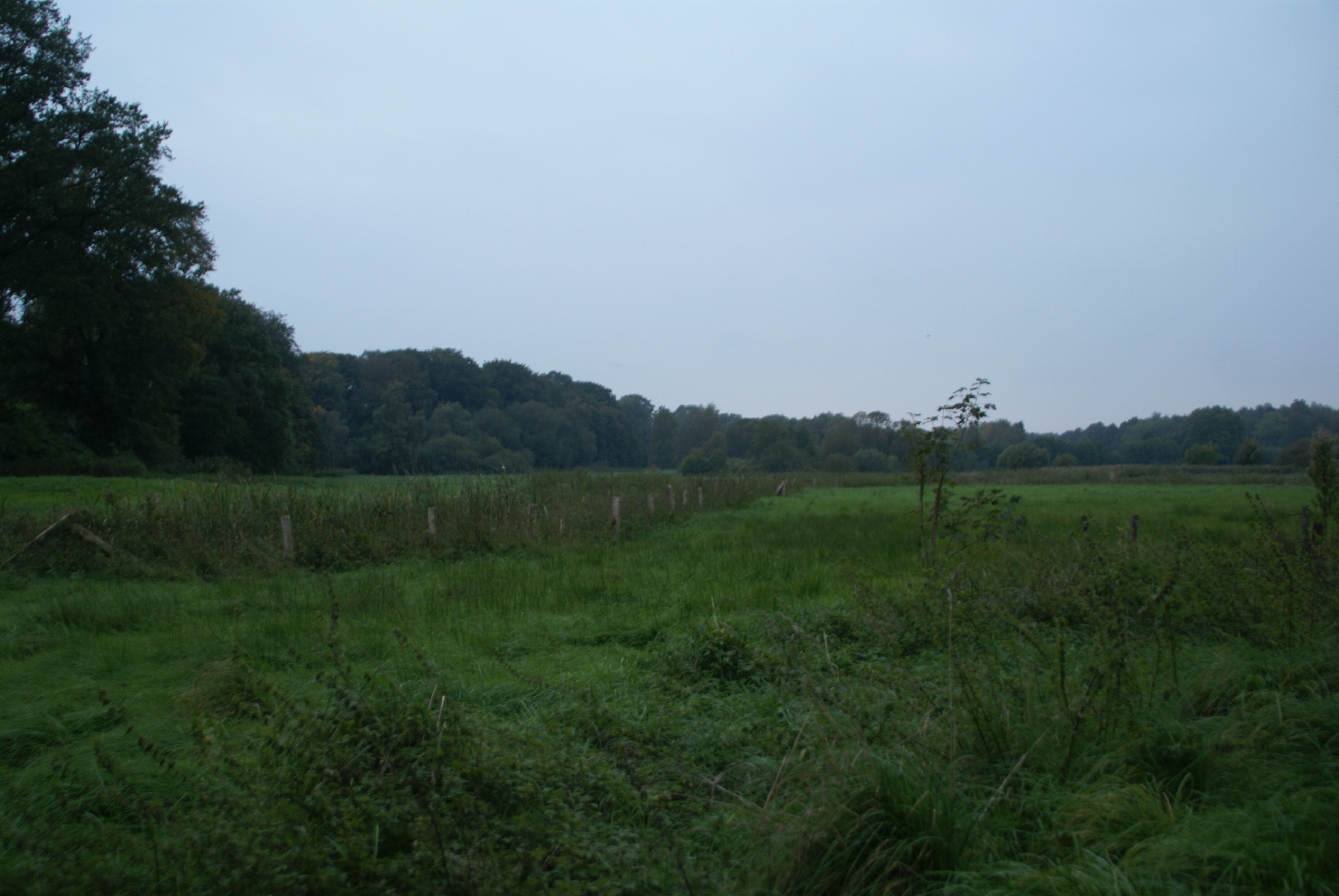
El Saselbek als Volksdorfer Teichwiesen
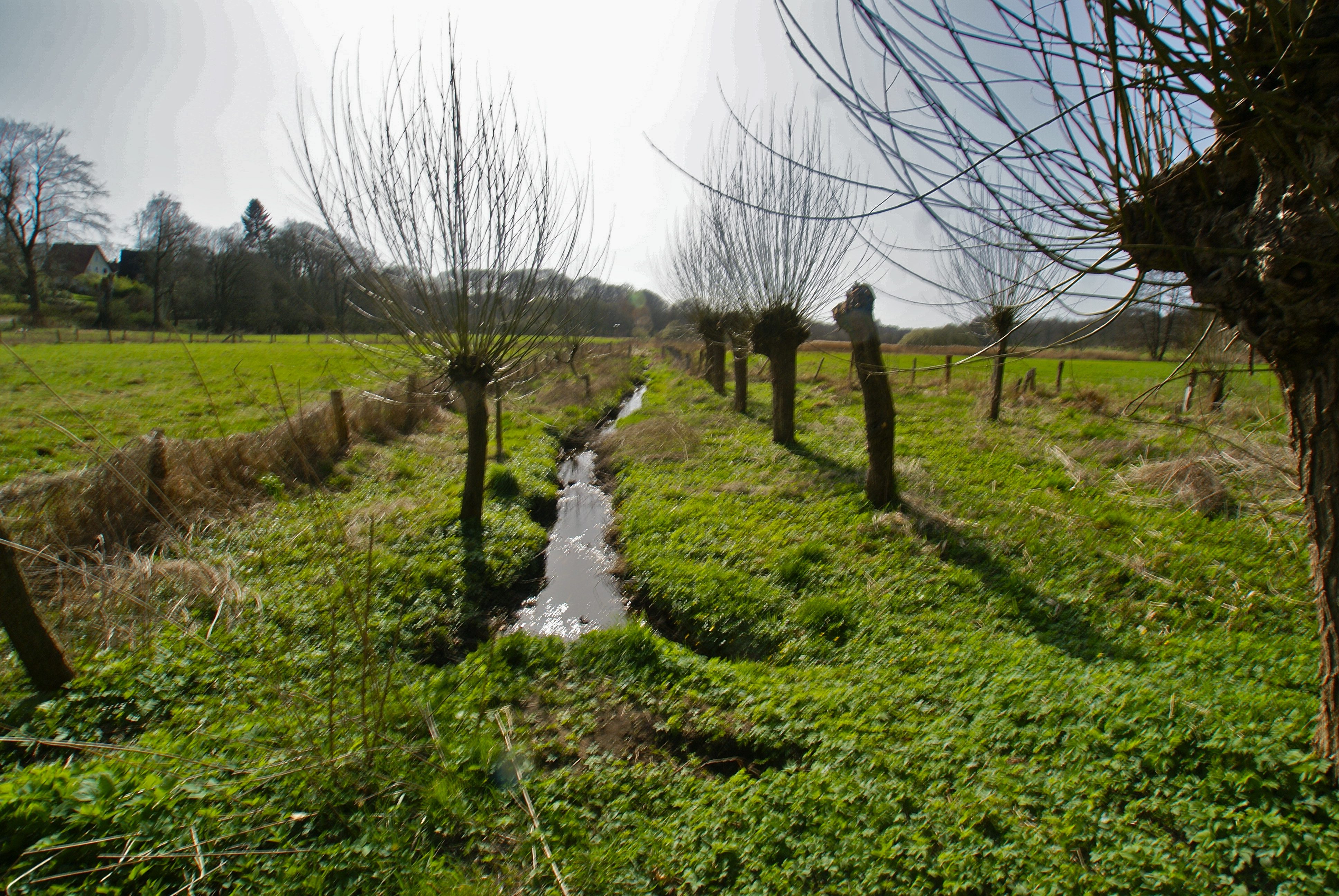
El riu Gussau als Teichwiesen
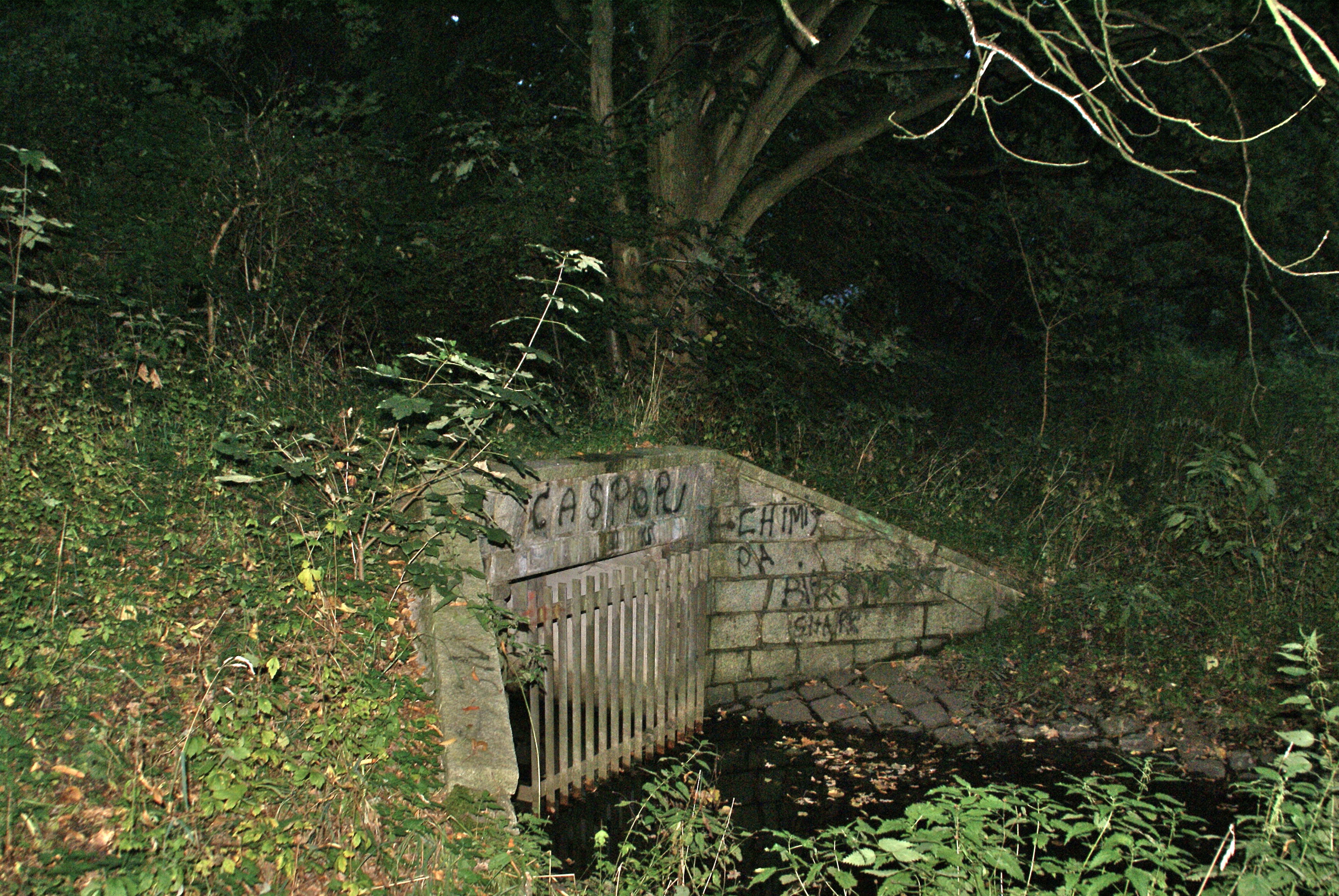
L'estany Alhorndiek
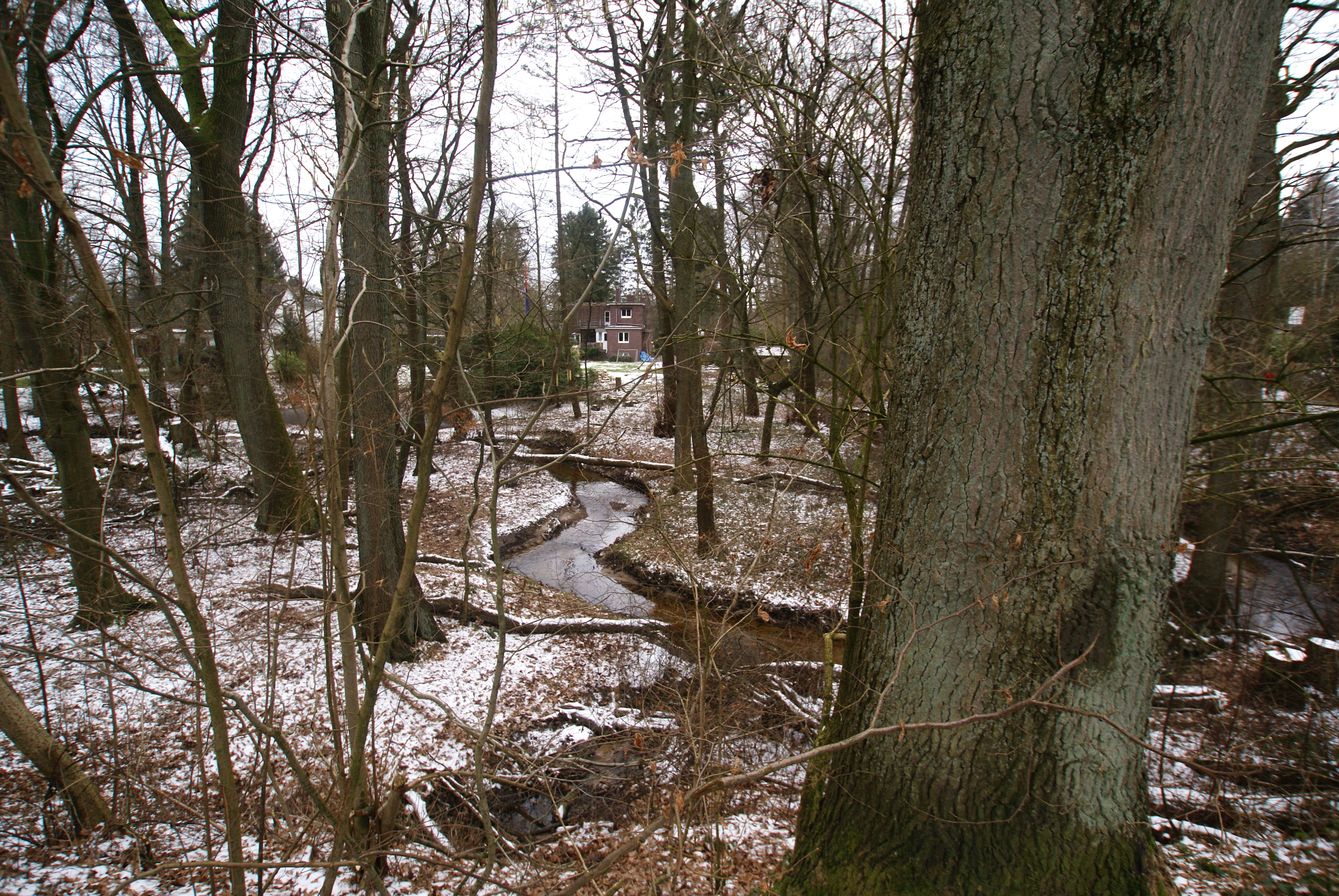
La vall del Lottbek
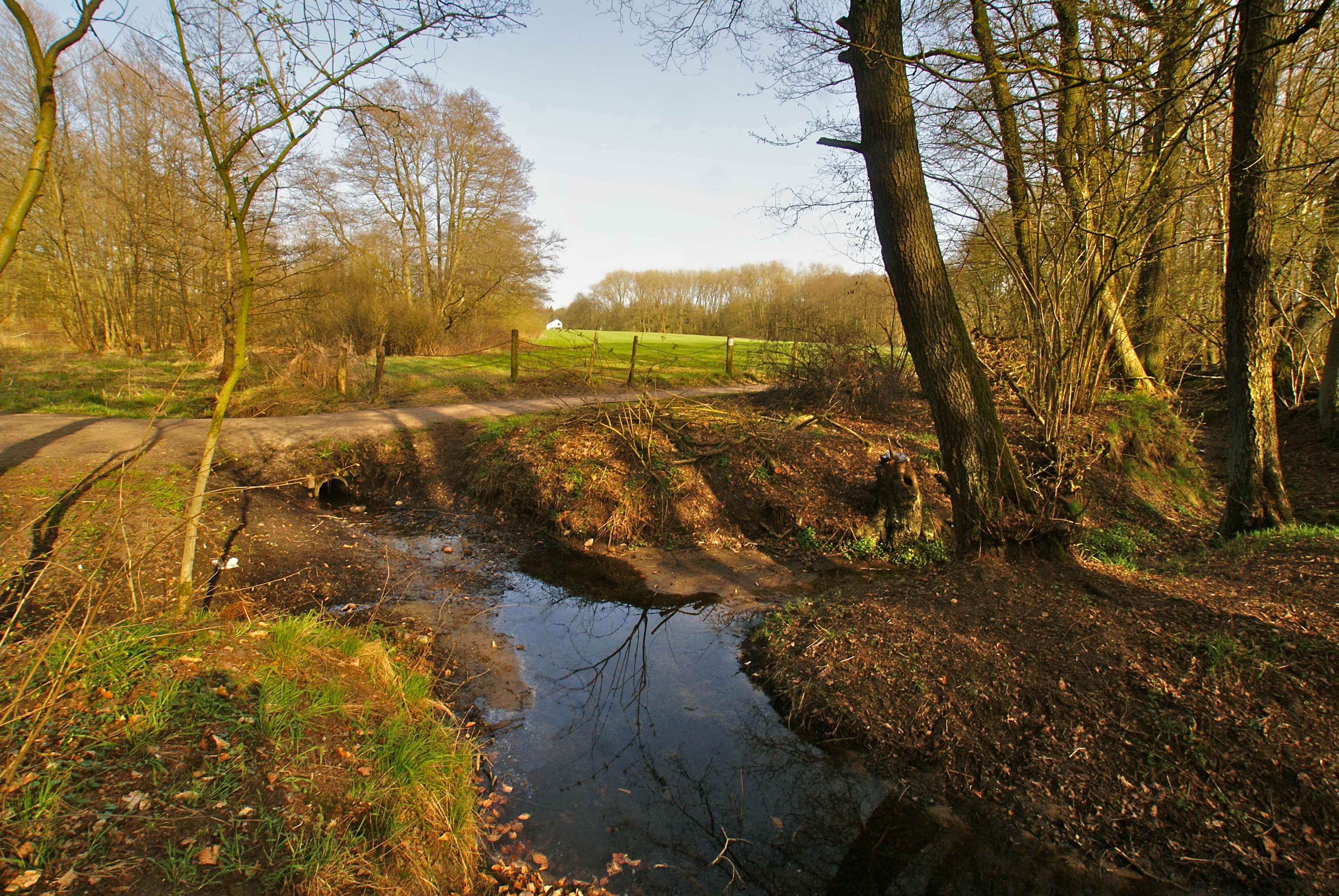
Aiguabarreig del Diekkampgraben i del Berner Au
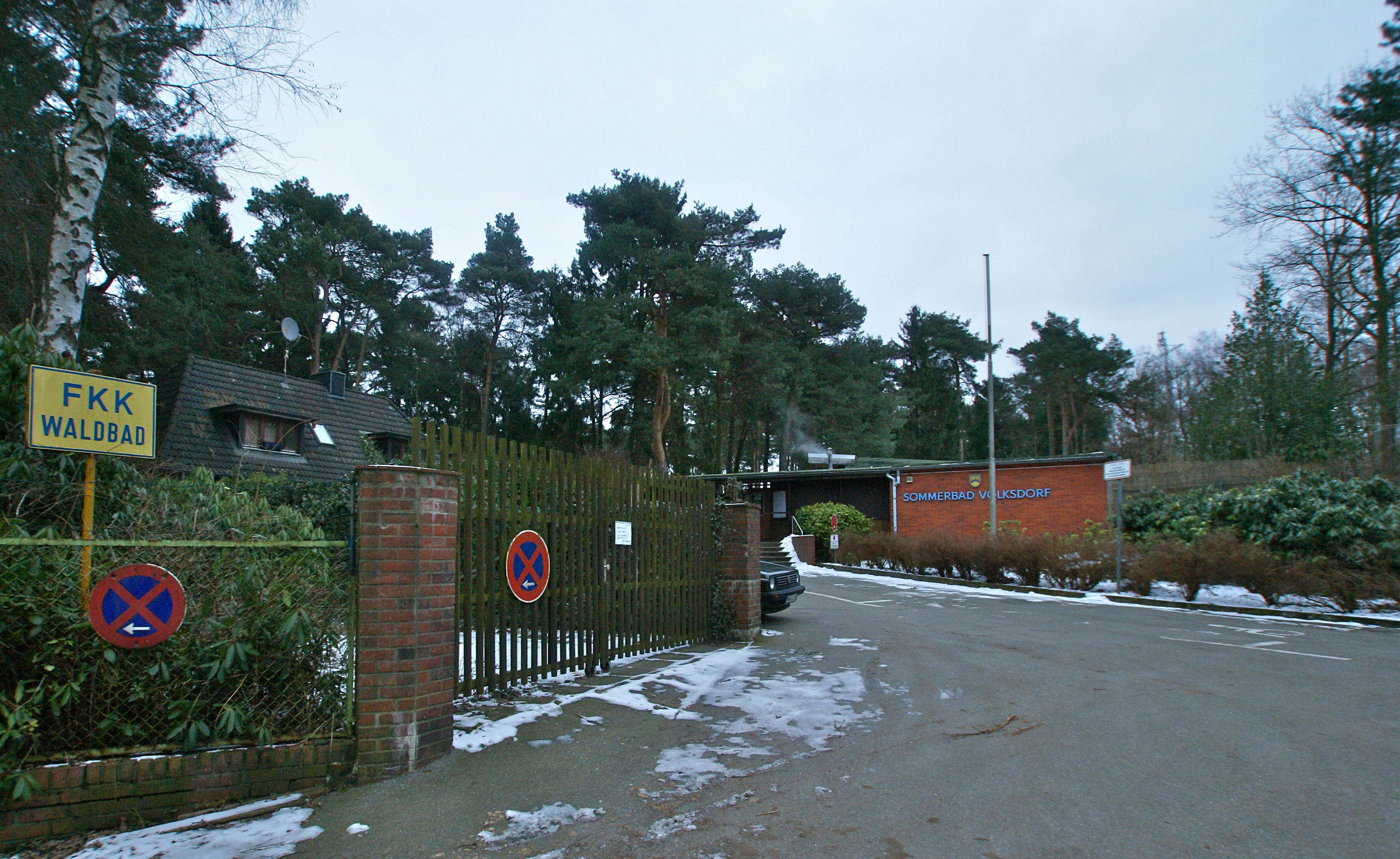
Les entrades de les piscines a cel obert

## Curiositats i turisme
- El Museumdorf o Poble Museu, un museu a l'aire llibre
- El sender al llarg del Lottbek i del Moorbek a la frontera amb Slesvig-Holstein i la reserva natural del Heidkoppelmoor und Umgebung.
- El parc natural Volksdorfer Teichwiesen: els estanys i prats molls al marge del Saselbek
- La piscina d'estiu Sommerbad i la piscina naturista Waldbad al marge del Moorbek

## Persones
- Emil Maetzel (1877-1955 in Hamburg), arquitecte, pintor, gràfic i escultor
- Ernst Rowohlt (1887-1960), editor
- Tine Uebel, (1969-…), escriptora